# 심소영 (1970년)
심소영(1970년 11월 22일 ~ )은 대한민국의 배우이다.

## 출연작

### 영화
- 2015년 영화 《신은 죽었다》 ... 전도사 역
- 2018년 영화 《염력》 ... 철거민 8 역
- 2018년 영화 《인랑》 ... 섹트 1조 역
- 2018년 영화 《암수살인》... 중년 여자 역
- 2018년 영화 《성난황소》 ... 꼼장어 아줌마 역
- 2019년 영화 《봉오동 전투》 ... 중국무당 역
- 2020년 영화 《지푸라기라도 잡고 싶은 짐승들》 ... 꽃집 사장 역
- 2020년 영화 《내가 죽던 날》 ... 철이네 역
- 2021년 영화 《파이프라인》 ... 봉수 엄마 역
- 2021년 영화 《괴기맨숀》 ... 약사 모 역
- 2021년 영화 《방법: 재차의》 ... 청소 노동자 2 역
- 2021년 영화 《보이스》 … 중국 철공소 경리 역
- 2021년 영화 《기적》 … 마을 사람 3
- 2022년 영화 《말임씨를 부탁해》 ... 동숙 역
- 2022년 영화 《히든》 ... 수학 교수 역
- 2023년 영화 《사채소년》 … 강 반장 역
- 2024년 영화 《사흘》 … 장례 도우미 역
- 2024년 영화 《문을 여는 법》 … 부동산 중개인 / 분실물 센터 안내인 역
- 2025년 영화 《분리수거》 … 심 대표 역

### 드라마
- 2018년 OCN 주말드라마 《작은 신의 아이들》 ... 자미도 주인 역
- 2020년 tvN 수목드라마 《구미호뎐》 ... 어둑시니 역
- 2021년 SBS 금토드라마 《모범택시》... 림복자 역
- 2022년 tvN 월화드라마 《연예인 매니저로 살아남기》 ... 장명애 역
- 2022년 tvN 토일드라마 《환혼 빛과 그림자》 ... 서하선 역
- 2023년 SBS 금토드라마 《모범택시 시즌2》... 림복자 역 (특별출연)
- 2023년 tvN 토일드라마 《판도라: 조작된 낙원》 ... 김선덕 역
- 2024년 ENA 월화드라마 《크래시》 ... 식당주인 /무속인 / 김민주의 어머니 역
- 2024년 SBS 금토드라마 《굿파트너》 … 김은희 역 (특별출연)
- 2025년 MBC 금토드라마 《메리 킬즈 피플》 … 수간호사 역

### 연극
- 2016년 연극 《결혼전야》... 김형숙 역
- 2016년 연극 《청춘일발장전》... 수지 역
- 2017년 연극 《사랑해 엄마》... 엄마 역

## 수상 경력
- 2021년 SBS 연기대상 신스틸러상